# 毛呂三郎
毛呂 三郎（もろ さぶろう、1922年2月13日 - 2019年3月29日）は、日本の経営者。東洋ゴム工業（現在のTOYO TIRE）社長・会長を務めた。

## 経歴
大阪府大阪市出身。1947年、京都大学法学部政治学科を卒業し、同年に東洋ゴム工業に入社した。1971年に取締役に就任し、1973年に常務、1978年に専務を経て、1981年4月に副社長に就任し、1983年6月に社長に昇格した。1989年6月に会長に就任し、1993年6月に相談役を経て、1998年6月から名誉顧問を務めた。
1986年4月に藍綬褒章を受章し、1993年4月に勲三等旭日中綬章を受章した。
2019年3月29日肺炎のために死去した。97歳没。